# Dai Young
David Young, detto Dai (Aberdare, 26 luglio 1969), è un ex rugbista a 13 e a 15 e allenatore di rugby britannico, internazionale per il Galles nel ruolo di pilone in entrambe le discipline; rappresentò anche i British and Irish Lions a livello di test match nel rugby a 15. Dopo la fine della carriera agonistica è divenuto allenatore, dapprima al Cardiff Blues in Celtic League, successivamente al London Wasps..

## Biografia
Proveniente dal rugby a 15, Young esordì in prima divisione gallese nelle file dello Swansea; a 18 anni, non essendo stato convocato per la Coppa del Mondo di rugby 1987, raccolse l'invito di recarsi a Sydney per disputare la stagione dell'inverno australe nelle file del Northern Suburbs.
Durante la competizione il suo connazionale Stuart Evans si ruppe un piede contro Tonga e quando si rese necessario un rimpiazzo, tenendosi la Coppa tra Australia e Nuova Zelanda, Young fu pronto a entrare in squadra in quanto già presente sul luogo.
Esordì quindi in Nazionale gallese in occasione del quarto di finale vinto 16-3 contro l'Inghilterra a Brisbane, e si aggiudicò al termine del torneo il terzo posto finale, miglior risultato raggiunto dal Galles a tutto il 2013 nella storia della Coppa del Mondo.
Passato al Cardiff, alla vigilia della Coppa del Mondo di rugby 1991 divenne professionista nel rugby a 13 nelle file del Leeds per un biennio, per poi trasferirsi nei Salford City Reds, in cui rimase fino al 1996; nel frattempo rappresentò anche la Nazionale di league del Galles nel corso della Coppa del Mondo casalinga del 1995, in cui raggiunse la semifinale.
Quando anche l'union divenne professionista, nel 1996 tornò alla disciplina a 15 di nuovo nel Cardiff e un anno più tardi fu selezionato da Ian McGeechan nella formazione dei British and Irish Lions che affrontò il tour in Sudafrica, anche se in tale spedizione scese in campo solo negli incontri infrasettimanali senza disputare alcun test match contro gli Springbok.
Prese, ancora, parte alla Coppa del Mondo di rugby 1999 ospitata dal Galles e successivamente, nel 2001, scese in campo in tutti e tre i test match dei British Lions contro gli Wallabies nel corso del loro tour in Australia.
Nel 2001, dopo una sconfitta contro l'Argentina, Young annunciò il suo ritiro internazionale dopo 54 partite con la maglia del Galles, di cui era divenuto capitano.
Con Cardiff disputò le prime due edizioni della neonata Celtic League, e nel gennaio 2002 annunciò per la stagione successiva l'assunzione del ruolo di tecnico degli avanti della stessa squadra, pur continuando per un ulteriore anno a giocare.
Dopo il ritiro definitivo divenne nel 2003 allenatore-capo della neo-istituita franchise dei Cardiff Blues, che prese il posto del Cardiff RFC nella Celtic League; alla guida della squadra si aggiudicò la Coppa Anglo-Gallese 2008-09 e la Challenge Cup 2009-10; nel 2011 lasciò Cardiff per assumere la guida tecnica dei London Wasps in Inghilterra, con un contratto quadriennale.
Oltre a varie presenze da giocatore con i Barbarians tra il 1987 e il 2001, fu scelto per allenare il noto club a inviti che affrontò i British and Irish Lions nell'incontro di apertura a Hong Kong del loro tour del 2013 in Australia.

## Palmarès

### Giocatore
- WRU Challenge Cup: 1
Cardiff: 1996-97

### Allenatore
- Challenge Cup: 1
Cardiff Blues: 2009-10
- Coppe Anglo-Gallesi: 1
Cardiff Blues: 2008-09